# Enes Candido
Enes Candido (Governador Valadares), é um político brasileiro, filiado ao PMN. Nas eleições de 2022, foi eleito deputado estadual por MG.